# Kauza Gaulieder
Kauza Gaulieder je označení politického skandálu, který se odehrál na Slovensku na podzim roku 1996, kdy byl František Gaulieder neoprávněně zbaven poslaneckého mandátu v Národní radě Slovenské republiky (NR SR). Gaulieder byl zvolen za Hnutí za demokratické Slovensko (HZDS). Byl z této strany vyloučen, ale nechtěl se svého poslaneckého mandátu dobrovolně vzdát.

## Průběh kauzy
František Gaulieder byl do Národní rady Slovenské republiky zvolen ve volbách v roce 1994. Kandidoval za Hnutí za demokratické Slovensko v Západoslovenském kraji, kde obdržel 2 921 preferenčních hlasů. 5. listopadu 1996 však pro nesouhlas s politikou vládní koalice vystoupil z poslaneckého klubu HZDS a stal se nezávislým poslancem. O 16 dní později byl z HZDS vyloučen.
20. listopadu 1996 obdržel předseda Národní rady Slovenské republiky Ivan Gašparovič dopis, v němž mu František Gaulieder sdělil, že se nevzdává poslaneckého mandátu a současně jej také upozornil, že jakýkoli jiný dopis ve vztahu k jeho mandátu a jeho osobě je bezpředmětný. Vzhledem k tomu, že Gaulieder již nebyl poslancem za HZDS, ztratila hlavní vládní strana tzv. blokační menšinu, která jí umožňovala blokovat jakékoli změny ústavního charakteru, s nimiž by nesouhlasila.
28. listopadu obdržel Ivan Gašparovič další, údajně Gauliederem podepsaný dopis, v němž stálo, že se Gaulieder vzdává svého poslaneckého mandátu. 3. prosince oznámil Gašparovič tuto zprávu novinářům na tiskové konferenci a zároveň sdělil, že dopis postoupil mandátnímu a imunitnímu výboru (MIV). Na druhý den přišel na Gašparovičův sekretariát další dopis od Gauliedera, ve kterém mu poslanec oznamoval, že dopis, v němž by se vzdával mandátu, nikdy nezaslal, a že do ukončení volebního období se mandátu dobrovolně vzdát nehodlá.
Nicméně v ten samý den přijal MIV na návrh poslance Dušana Macuška (HZDS) usnesení, kterým „vzal na vědomí“, že poslanec Gaulieder se vzdává svého poslaneckého mandátu. Usnesení bylo přijato výhradně poslanci HZDS, kteří měli v MIV většinu. Stále ještě 4. prosince 1996 bylo usnesení předloženo plénu Národní rady. Rozprava k tomuto bodu trvala čtyři hodiny. Na jejím začátku vystoupil sám poslanec František Gaulieder s oznámením, že se mandátu nevzdává. I přesto však koaliční většina (77 poslanců HZDS, Slovenské národní strany a Sdružení dělníků Slovenska ze 136 přítomných) prosadila usnesení, kterým NR SR „vzala na vědomí“, že se František Gaulieder vzdává svého mandátu.
Na jeho místo byl vybrán Ján Belan, člen HZDS. Ten se v důsledku své vzniklé poslanecké imunity vyhnul trestnímu stíhání za těžké ublížení na zdraví; v minulosti totiž porušil dopravní předpisy a srazil cyklistku. NR SR nesouhlasila s jeho trestním stíháním, které se tak podle slovenské ústavy stalo navždy vyloučeným.
16. prosince 1996 podal František Gaulieder podnět k prozkoumání svého případu k Ústavnímu soudu Slovenské republiky. Konstatoval v něm, že NR SR vzala na vědomí jeho údajné vzdání se poslaneckého mandátu, a to i přesto, že se ho ve skutečnosti nevzdal. Tehdejší podoba slovenské ústavy neupravovala postup při vzdání se mandátu, pouze uváděla, že „poslanec se může funkce poslance vzdát.“ To však František Gaulieder neučinil, resp. onen dopis, v němž měl oznámit vzdání se mandátu, označil za podvrh. Navíc žádný zákon nezplnomocňoval MIV a NR SR k tomu, aby „braly na vědomí“ vzdání se funkce poslance.
Ústavní soud v červenci 1997 rozhodl, že Národní rada porušila Gauliederovo ústavní právo. I kdyby byl onen sporný dopis pravý, mělo být pro NR SR směrodatné Gauliederovo následné veřejné prohlášení, že se svého mandátu nevzdává. Ústavní soud však zároveň konstatoval, že kompetence napravit protiprávní jednání má v tomto případě pouze NR SR. Opoziční poslanci se proto v srpnu pokusili svolat mimořádnou schůzi NR SR, kterou však vládní koalice bojkotovala.
Premiér Vladimír Mečiar rozhodnutí Ústavního soudu zpochybnil a navíc vyrukoval s tvrzením, že František Gaulieder požadoval od HZDS za vzdání se mandátu finanční odměnu ve výši patnácti milionů slovenských korun. Ten to však popřel, naopak kontroval Mečiarovo tvrzení tím, že to bylo právě HZDS, které mu nabídlo peníze za vzdání se poslaneckého mandátu. Mimořádná schůze Národní rady Slovenské republiky se nakonec uskutečnila až koncem září 1997, ale koaliční poslanci – s výjimkou čtyř členů Sdružení dělníků Slovenska – Gauliederův návrat do NR SR nepodpořili. Ignorováním nálezu Ústavního soudu a nerespektováním ústavy si tak Slovensko vysloužilo ostrou mezinárodní kritiku.
HZDS se v tomto případě pokusilo uplatnit tzv. imperativní (vázaný) poslanecký mandát, tzn. že poslanec musí jednat v souladu se zájmy a rozhodnutími strany, kterou reprezentuje. Kandidáti na poslance za HZDS museli před volbami v roce 1994 podepsat se stranou dohodu, že v případě, že z HZDS odejdou, vzdají se mandátu. Pokud tak neučiní do tří dnů, vzdá se za ně hnutí. Strana se tak snažila zamezit beztrestnému odchodu poslanců ze svých řad. Nutno ovšem poznamenat, že takový postup byl protiústavní, protože na Slovensku – tak jako ve většině liberálních demokracií – platí mandát volný, tzn. že poslanci mandát vykonávají podle svého svědomí a přesvědčení a nejsou vázáni žádnými dohodami nebo příkazy.
Na celé kauze se významně podepsala nedostatečná úprava způsobu vzdání se poslaneckého mandátu. Tento nedostatek byl odstraněn až v rámci rozsáhlé novely ústavy Slovenské republiky začátkem roku 2001. Pro vzdání se mandátu bylo nově stanoveno, že se tak musí stát osobním prohlášením na zasedání NR SR; písemnou formou jen ve výjimečných případech.